# 坂爪浩史
坂爪 浩史（さかづめ ひろし、1964年（昭和39年）10月 - ）は、日本の農学者。北海道大学教授。専門は農業経済学。元日本農業経済学会副会長。群馬県沼田市出身。

## 略歴
群馬県立沼田高等学校を経て、1987年、北海道大学農学部農業経済学科を卒業。1993年、同大学大学院農学研究科博士後期課程を単位取得退学。同年、「青果物市場・流通の構造変動に関する研究 : 大規模小売企業による再編の論理」で農学博士（北海道大学）。
1993年4月より南九州大学園芸学部講師、1996年4月より鹿児島大学農学部助教授、2007年12月より北海道大学大学院農学研究院准教授、2013年4月より同教授。2017年日本農業経済学会副会長。
日本農業経済学会、日本流通学会などに所属している。

## 受賞歴[2]
- 1993年　北海道農業経済学会奨励賞
- 1994年　日本農業市場学会奨励賞
- 2000年　日本農業市場学会賞
- 2009年　日本農業市場学会賞（坂爪 浩史, 朴 紅, 坂下 明彦）

## 著書
単著
- 『現代の青果物流通―大規模小売企業による流通再編の構造と論理』筑波書房、1999。

共編著
- （共著：臼井晋、美土路知之、長沢真史、矢野泉、泉谷真実）『市場再編と農村コミュニティ―地域変革の課題と展望』高文堂出版社、1997。
- （共著：藤田武弘、豊田八宏、小野雅之）『中国大都市にみる青果物供給システムの新展開』筑波書房、2002。
- （共編：朴紅、坂下明彦）『中国野菜企業の輸出戦略―残留農薬事件の衝撃と克服過程』筑波書房、2006。